# Чудесни јелен
Чудотворни јелен (мађ. Csodaszarvas  представља митску фигуру вође животиња, послату од Бога, која је позната у хунско-мађарском фолклору и мађарској народној традицији. Арнолд Ипољи, бискуп Нађвара (Орадеа), колекционар уметности, етнограф и историчар уметности, наводи да се у мађарским митовима нека божанства појављују као птице и јелени, а не као људи. Мађарски истраживачи сматрају да ови мотиви имају и источне и западне паралеле. Претпоставља се да су Мађари, као освајачи, донели легенду о „Чудесном јелену” са истока, која се касније спојила са легендама о хришћанским светцима Еустахију и Светом Хуберту, заштитницима ловаца и шумара. Јелен је такође дуго био симбол звезданог неба за многе евроазијске народе и нека северноамеричка индијанска племена. Златни јелен из кнежевске гробнице у Зелдхалопусти могао би представљати симбол моћи скитског поглавице.
Чудесни јелен такође симболизује препород и обнову, као и Сунце.

## У хунско-мађарском зборнику израза
Јелен је једно од најзначајнијих бића у туркијској митологији, уз тотемску птицу Турул и вучицу Асену. У Казахстану је приказ јелена познат још из 4. века.  Златне статуе јелена, пронађене у гробници Коктурк Билге кагана из 8. века, представљају митски јелен који се зове Пуура. Суседи Коктурка се не називају само токуз огуз (девет огуза), већ и токуз боинузлу (девет јелена), који симболизују царство Тенгри и небо, а њихови гранасти рогови симболизују везу међу туркијским народима.
У делу Шимона из Кезе под називом Геста Хунорум ет Хунгарорум (Дела Хуна и Мађара) сачувана је легенда о браћи Хунору и Магору, од којих, према предању, потичу Хуни и Мађари. Легенда каже да их је у потрагу за новим насељем у то подручје повео Чудесни јелен током лова. Иста прича о чудесном јелену може се наћи и у Кепеш хроници.
Вероватно је постојао запис о мађарској праисторији у 11. веку, али није сачуван. Према мишљењу Ивана Балаше и Ђуле Ортутаја, порекло легенде о Чудесном јелену могао би да буде овај древни запис из 11. века.
Равенски епископ Јорданес, који је живео у 6. веку, написао је легенду о Чудесном јелену у свом делу „Порекло и дела Гота” (De origine actibusque Getarum röviden Getica), које су од њега преузели средњовековни мађарски хроничари и такође Антонио Бонфини у свом делу „Десеци мађарске историје“.
Према Ђули Ласлу: „(...)и Оногурско-аварско-мађарски народ и Арпадови Мађари имају слој скитске традиције. Имали смо и јелена као нашу древну богињу, нашу водећу животињу, баш као и Скити.“ У нашој легенди о чудотворном јелену, с једне стране, он је контролна животиња, а с друге, симбол плодности, јер управо кроз њега Хунор и Магор проналазе принцезе и њихову многобројну пратњу, од којих су бројни Хуни а Мађари се рађају.

## Сличност и улога у мађарској паганској вери и хришћанству
Иштван Диенес наводи да је легенда о Чудесном јелену имала централну улогу у древним мађарским веровањима, слично као у хришћанству. „Како су се људи нове домовине ујединили у језику, обичајима и вери, тако су и могли тврдити да је њихова изворна традиција јединствена, и да су их предци, легендарна браћа, одвели у плодну земљу која се појавила као чаролија, помогнути од жена, те тако и умножени. Симболично, вековима касније, на почетку нове године, у време зимског солстиција и магичних народних игара, у једној од верзија певане песме, у време солстиција, краљу Стефану се појављује јелен. Овај јелен, поред сличности са фигуром из хришћанске легенде, носи на челу сјајно сунце, на страни месец, на телу звезде, на разгранатим роговима негорене свеће, и божански камен који води ка новим стазама. Он се спушта да преобрати благородног владара, и као древни чудесни јелен мења судбину свог народа, доносећи свима благодат хришћанског Бога и учествујући у Његовом изобиљу.“
Улога јелена у народној традицији остаје значајна и у хришћанском контексту: онако како је водио Хунора и Магора ка оснивању мађарске нације, тако сада води краља Стефана ка хришћанству. Са прихватањем хришћанства, мотив чудесног јелена у мађарској традицији обогаћен је хришћанском симболиком.

## Аналогије
Легенда о Чудесном јелену и двојици људи који га лове постоји и код других народа, свакако код старих Грка. Приложена слика пронађена је на подној плочици у древном грчком граду Пела.

## У средњовековним баснама
Предиван јелен се појавио у Анонимус Геста Хунгароруму (Ствари које су носили Мађари) у поглављу о вођи Барша и оснивању замка Барш.
За ту сврху, одлуком заједнице, Бонгеров син Борш је послат са својим храбрим војницима. Док су кретали поред реке Гарам, јелен је изненада истрчао пред њих и побегао ка планинским висинама. Борш је брзо зграбио јелена за рогове и срушио га на земљу. Затим, гледајући планине које су се простирале око њега, родила му се идеја да на том месту подигне замак. Одмах је окупио многе дворјане и изградио чврст замак на врху највише планине. Замку је дао своје име, тако да се зове Боршки дворац.
У мађарским (и пољским) средњовековним хроникама често се појављује мотив јелена који указује где треба изградити цркву или манастир: јелен открива Светом Гелерту место за манастир у Бакоњибелу, Светом Ласлу показује где да се подигне Вацка катедрала, а пољским хроничарима, јелен указује Светом Емерику где Пољаци треба да изграде манастир.

## У народној традицији
Чудесни јелен, који се појављује у песмама, увек је мужјак и познат је као чудотворни јелен. У верзији забележеној на прелазу векова у округу Ваш, Бучу, он има хиљаду рогова, хиљаду запаљених свећа на врховима рогова и два златна крста на својим бубрезима. У верзији из Дозмата, на челу носи сјајно излазеће сунце, на боку прелепи месец, а на десном бубрегу звездано небо. Према другим верзијама са подручја преко Дунава, он има хиљаду грана и хиљаду свећа на себи, описан као „незапаљена ватра, неугашена жеравица“. Чудотворни јелен се пасе на малом округлом травњаку или се појављује у црном облаку.

## У астрономији
Према легенди, Чудесни јелен на челу има јутарњу звезду, односно Венеру, Месец на боку, а Сунце између два рога. На основу студија Марсела Јанковича, јелена на небу чине следећа сазвежђа: Близанци, Аурига, Орион, Плејаде, Персеј и Касиопеја.